# Zabriď (okres Chust)
Zabriď, česky dříve Zábrod, ukrajinsky Забрідь, maďarsky Gázló, je obec v Drahovské územní komunitě (hromadě), v okrese Chust v Zakarpatské oblasti Ukrajiny. Leží podél řeky Terebly. V roce 2001 zde žilo 1125 obyvatel.

## Místní části
- Blydar, ukrajinsky Блидар
- Hrun, ukrajinsky Грунь
- Dubrovycja, ukrajinsky Дубровиця
- Zapohar, ukrajinsky Запогар
- Slipeňkyj, ukrajinsky Сліпенький

## Pamětihodnosti
- U zábriďské knihovny je „Národopisné muzeum“, které má více než 400 exponátů.
- Je zde ženský klášter sv. Archanděla Michaela, který je v lese východně od Zabridu. Poloha kláštera je udávána jako Drahovo – Zabriď, klášter je uváděn jako Drahovský.[3]